# Эстриола сукцинат
Эстриола сукцинат — препарат эстрогена и природный стероидный гормон, который используется в терапии менопаузального гормона. Выпускается в таблетках, вагинальных свечах, инъекциях и как вагильный крем.
Эстриола сукцинат является сложным эфиром эстриола, и действует в качестве пролекарства эстриола в организме. Он описывается как слабый эстроген по сравнению с валератом эстрадиола. Продаётся под торговыми марками Овестин, Эстринорм.
В сукцинате эстриола две из гидроксильных групп эстриола, которые находятся в положениях C16α и C17β, этерифицированы янтарной кислотой. Таким образом, доза 2 мг сукцината эстриола эквивалентна 1,18 мг неконъюгированного эстриола.
В отличие от других эстрогеновых эфиров, таких как валерат эстрадиола, при оральном приёме, сукцинат эстриола практически не гидролизуется в слизистой оболочке кишечника и, в связи с этим, всасывается медленнее, чем эстриол. Вместо желудочно-кишечного тракта сукцинат эстриола расщепляется в эстриол в основном в печени.
Эстриол Сукцинат является кратковременным агонистом рецепторов эстрогена, ERα и ERβ (до 6 часов против 24 часов у эстрадиола). В отличие от других эстрогенов, эстриол сукцинат действует очень короткое время, так как быстро расщепляется. Однократный приём в суточной дозе не вызывает развития пролиферативных процессов в эндометрии и не требует дополнительной прогестагенной терапии.
Используется в менопаузальной гормональной терапии для лечения симптомов менопаузы, таких как приливы и болезненный половой акт. 
Эстриол может вызывать гиперплазию эндометрия аналогично эстрадиолу и другим эстрогенам, поэтому для предотвращения этого риска его следует сочетать с прогестагенами.
Сукцинат — дианион дикарбоновой кислоты, полученный в результате удаления протона из обеих карбоксигрупп янтарной кислоты. Является важным метаболитом человека. Дианион — анион, у которого два отрицательных заряда локализованы на разных участках частицы. Янтарная кислота участвует в процессе клеточного дыхания.
В лекарственных препаратах янтарная кислота применяется в качестве активного вещества как метаболическое средство, улучшающее метаболизм и энергообеспечение тканей, уменьшающее гипоксию тканей (например при воздействии сукцината и гиалуроновой кислоты на клетки кожи достигается омолаживающий эффект).
Вагинальные свечи эстриола сукцината применяются в менопаузальной гормональной терапии для лечения симптомов менопаузы, таких как приливы и болезненный половой акт.